# Dominique Séraphin
Dominique Séraphin (15 de febrero de 1747 - Longwy, 5 de diciembre de 1800) fue un titiritero francés famoso por haber popularizado las sombras chinescas en Francia. Se le considera el introductor del teatro de sombras en Europa, aunque el fenómeno ya se conocía en Occidente desde el Renacimiento.

## Biografía
Se desconoce el lugar de nacimiento de Séraphin, cuyo nombre completo era al parecer Dominique-Séraphin François (ó François Dominique Séraphin, según qué fuentes). Su juventud se localiza cerca de Metz o de la vecina villa de Longwy, donde está documentado su fallecimiento. Se inició como titiritero al enrolarse en una compañía ambulante que recorrían las cortes y estados europeos de lo que se conoce como Alemania, Países Bajos e Italia.
Séraphin entró en la historia cuando, entre 1772 y 1776, montó en Versalles un modesto "espectáculo de sombras chinescas". Se hizo tan popular entre la aristocracia y el círculo de la familia real, que el 22 de abril de 1781, se le concedió el título de "Espectáculo de los Niños de Francia". Tres años después, en 1784, pudo instalar su teatro en la galerías del Palacio Real.
En 1795, Séraphin se casó con una mujer mayor que él y con la que no llegó a tener descendencia, siendo sus sobrinos quienes, a su muerte en 1800, heredaron el teatro. La compañía, finalmente se trasladó al bulevar Montmartre hacia 1857 y hasta su traspaso en 1870. Se la consideró precedente del teatro de sombras parisino Le Chat Noir.
La gran innovación del teatro de sombras de Séraphin fue sustituir parte de los titiriteros humanos por ingeniosos mecanismos de relojería, creando un espectáculo mixto de marionetas y autómatas.
Sus montajes más populares fueron: "Le Chasse aux canards" (La caza del pato), "Le Magicien Rothomago" (Rothomago, el mago), y "L'Embarras du ménage" (La vergüenza de la casa) , si bien el más conocido fue Le Pont Cassé (El Puente Roto), basado en una pieza musical de Louis-Gabriel Guillemain. Otra de las claves de su popularidad fue la edición de libretos que posibilitaban a los niños montar las historias en pequeños teatros de juguete.
Algunas fuentes especulan con la posibilidad de que su trabajo inspirase al pintor Philip James de Loutherbourg en sus miniaturas, así como a algunos pioneros del teatro de la linterna mágica y las fantasmagorías, tan populares en el siglo XIX.